# Đông Tây Hội Ngộ
Đông Tây Hội Ngộ (tiếng Anh: East Meets West) là một tổ chức phi chính phủ hoạt động ở Đông Nam Á và Nam Á. Nó được thành lập năm 1988 bởi bà Phùng Thị Lệ Lý, có trụ sở ở Oakland, California, Hoa Kỳ.

## Sứ mệnh
Đông Tây Hội Ngộ xác định sứ mệnh của mình là "cải thiện tình hình y tế, giáo dục và các dịch vụ xã hội khác cho những người có hoàn cảnh khó khăn tại Đông Nam Á bằng cách xây dựng quan hệ đối tác, phát triển các cơ hội và đưa ra các giải pháp bền vững." Những nhà hoạt động tin rằng mọi người đều cần phải được tiếp cận với nguồn nước sạch, điều kiện chăm sóc y tế phù hợp và nền giáo dục tốt, những yếu tố cơ bản của cuộc sống thông thường.
Tổ chức hoạt động trong các lĩnh vực chăm sóc sức khỏe, giáo dục, vệ sinh và nước sạch với mục đích giúp cho người dân châu Á đạt được sự tự túc.
Các chương trình chính là: cung cấp cho trẻ em nghèo nền giáo dục tốt, nước sạch và sự chăm sóc y tế thiết yếu, phẫu thuật chữa lành các khuyết tật tim cho trẻ em (chiến dịch Trái tim Khỏe mạnh), trao học bổng để cải thiện kết quả học tập (SPELL), hỗ trợ trẻ em khuyết tật, chương trình nha khoa, chương trình vệ sinh và nước sạch.
Trong năm 2011, Đông Tây Hội Ngộ đã đầu tư 13 triệu đô la Mỹ cho các chương trình của mình. Đông Tây Hội Ngộ nhận được đánh giá bốn sao từ Charity Navigator và được liệt kê là một trong "10 tổ chức từ thiện phát triển nhanh" .

## Các đối tác và nhà tài trợ
Đông Tây Hội Ngộ hợp tác với các tổ chức chính phủ, tổ chức quốc tế, các quỹ tài trợ, các hiệp hội, bệnh viện và các cơ sở giáo dục địa phương nhằm nâng cao chất lượng chương trình của họ và mở rộng phạm vi và tác động của nó. Những đối tác chính gồm có: GE Healthcare, Design that Matters, Blue Planet Network, VNHELP, Aspen Network of Development Entrepreneurs, Osprey Packs, Masimo, International Children Assistance Network (ICAN) và Pacific Links.
Đông Tây Hội Ngộ nhận được nhiều hỗ trợ tài chính từ các cơ quan chính phủ, các quỹ tài trợ, các công ty và cá nhân. Các nhà tài trợ chính gồm có quỹ Bill & Melinda Gates, The Global Partnership on Output-based aid, cơ quan Phát triển Quốc tế Hoa Kỳ, cơ quan Phát triển Quốc tế Úc, Irish Aid, The Atlantic Philanthropies, [quỹ Lemelson,  quỹ Ford, công ty Boeing và Đại học Bắc Carolina tại Chapel Hill.

## Khu vực hoạt động
Đông Tây Hội Ngộ hiện đang giúp ích cho các cộng đồng tại tám quốc gia châu Á bao gồm Việt Nam, Campuchia, Lào, Ấn Độ, Philippines, Myanmar, Thái Lan và Đông Timor.

## Lịch sử
Tổ chức được sáng lập bởi bà Phùng Thị Lệ Lý, người mà cuộc đời đã được ghi lại trong hai cuốn sách bà viết và trong bộ phim của Oliver Stone, Trời và Đất dựa trên cuốn tự truyện Khi Đất Trời đảo lộn (When Heaven and Earth Changed Places) của bà. Năm 1986, bà đã trở về thăm ngôi làng nơi bà sinh ra ở miền trung Việt Nam và bắt đầu chữa lành những vết thương chiến tranh và gieo những hạt giống cho sự hoà giải.
Từ các dự án ban đầu của Lệ Lý - Mothers Love Pediatric Clinic và Peace Village Medical Center -  Đông Tây Hội Ngộ vang danh như một tổ chức phi chính phủ (NGO) có uy tín tại Việt Nam, thực hiện nhiều dự án xã hội quan trọng cho đất nước.
Năm 1993, Đông Tây Hội Ngộ nhận được tài trợ từ Cơ quan Phát triển Quốc tế Hoa Kỳ (USAID) và xây dựng Làng Hy vọng, nơi trú ngụ cho 136 trẻ em nghèo từ miền trung Việt Nam.
Từ năm 1998, tổ chức phối hợp với Atlantic Philanthropies đã tham gia xây dựng cơ sở hạ tầng y tế và giáo dục của Việt Nam, bao gồm các thư viện trường đại học và bệnh viện đa khoa, trong đó có một trung tâm tim mạch 200 giường tại Huế và một trung tâm đào tạo tiếng Anh mười hai tầng ở Đà Nẵng.
Năm 2003, John Anner đã rời Hiệp hội Báo chí Độc lập để đứng đầu Đông Tây Hội Ngộ.
Năm 2006, Đông Tây Hội Ngộ đã đồng tổ chức quyên tặng thiết bị y tế cho bệnh viện Việt Đức, Hà Nội.
Năm 2008, tổ chức bắt đầu mở rộng phạm vi sang Lào, Campuchia và Đông Timor rồi sau đó là Philippines, Ấn Độ và Myanmar.
Năm 2012, quỹ Bill và Melinda Gates tài trợ cho Đông Tây Hội Ngộ 10,9 triệu USD để cải thiện môi trường và thói quen vệ sinh cho người nghèo ở nông thôn Việt Nam và Campuchia.